# Turwągi
Turwągi (deutsch Thurwangen) ist ein Ort in der polnischen Woiwodschaft Ermland-Masuren. Er gehört zur Gmina Kętrzyn (Landgemeinde Rastenburg) im Powiat Kętrzyński (Kreis Rastenburg).

## Geographische Lage
Turwągi liegt in der nördlichen Mitte der Woiwodschaft Ermland-Masuren, neun Kilometer südlich der Stadt Kętrzyn (deutsch Rastenburg).

## Geschichte
Der kleine Gutsort Thurwangen wurde 1785 als Sitz eines königlichen Forstamtes mit drei Feuerstellen erwähnt. Im Jahre 1820 erschien „Groß Thurwangen“ als köllmisches Etablissement mit zwei Feuerstellen bei zehn Einwohnern. 1885 wurden in Thurwagen 51 Einwohner gezählt, 1910 waren es 46.
Am 30. September 1928 wurden die Güter Thurwangen, Wolka (1938 bis 1945 Spittel, polnisch Wólka) und Grünthal (polnisch Bocian) mit dem Gutsbezirk Windtkeim (Windykajmy) in die Landgemeinde Prangenau (Pręgowo) eingegliedert.
Nach der Abtretung des gesamten südlichen Ostpreußen an Polen 1945 in Kriegsfolge, erhielt Thurwangen die polnische Namensform „Turwągi“. Der Ort ist heute „część wsi Wólka“ (= „ein Teil des Ortes Wólka“) innerhalb der Landgemeinde Kętrzyn (Rastenburg) im Powiat Kętrzyński (Kreis Rastenburg), von 1975 bis 1998 der Woiwodschaft Olsztyn, seither der Woiwodschaft Ermland-Masuren zugehörig.

## Kirche
Bis 1945 war Thurwangen in die evangelische Pfarrkirche Rastenburg in der Kirchenprovinz Ostpreußen der Kirche der Altpreußischen Union, außerdem in die römisch-katholische St.-Katharinen-Kirche Rastenburg im Bistum Ermland eingepfarrt.
Heute gehört Turwągi katholischerseits zur Pfarrei Prangenau (polnisch Pręgowo) im Erzbistum Ermland, evangelischerseits in die Johanneskirche Kętrzyn in der Diözese Masuren der Evangelisch-Augsburgischen Kirche in Polen.

## Verkehr
Turwągi liegt an einer Nebenstraße, die von Wólka (Wolka, 1938 bis 1945 Spittek) nach Palestyna in der Gmina Mrągowo führt. 
Eine Bahnanbindung besteht nicht mehr. Von 1898 war Thurwangen eine Bahnstation an der Bahnstrecke Rastenburg–Sensburg der Rastenburger Kleinbahnen. Diese Strecke wurde 1966 teilweise und 1971 ganz geschlossen.